# Dermot Mulroney
Dermot Mulroney (sinh ngày 31 tháng 10 năm 1963) là một diễn viên và nhạc sĩ người Mỹ.